# Legru Bay
Die Legru Bay ist eine Bucht an der Südküste von King George Island in den Südlichen Shetlandinseln, welche unmittelbar nordöstlich des Martins Head liegt.
Der französische Polarforscher Jean-Baptiste Charcot vergab bei der Fünften Französischen Antarktisexpedition (1908–1910) den Namen Cap Legru an eine Landspitze, die heute als Martins Head bekannt ist. Später wurde Charcots Benennung auf die hier beschriebene Bucht übertragen. Der Namensgeber ist unbekannt.